# Международный аэропорт имени Франса Каисиепо
Международный аэропорт имени Франса Каисиепо (инд. Bandara Frans Kaisiepo) — аэропорт, расположенный в городе Биак провинции Папуа Индонезии назван в честь Франса Каисиепо, четвёртого губернатора провинции.